# Faseverschuiving

Faseverschuiving: twee golven zijn ten opzichte van elkaar verschoven.

Faseverschuiving is de verschuiving van de fase van een golf. De fase van een periodieke functie zoals een golf of een trilling beschrijft de huidige positie in een cyclus ten opzichte van een referentiepunt.
Voorbeelden:
- De fase van de aarde, in haar jaarlijkse omwenteling rond de zon, wordt gemeten in maanden en seizoenen.
- De fase van de dagelijkse rotatie van de aarde wordt gemeten in uren (GMT) of ook in lengtegraad.

Als de fase verandert, is er sprake van een faseverschuiving.

## Definities
Golven worden vaak gemodelleerd als sinusoïde functies (van tijd), waarbij de hoogte cyclisch verandert. Ze hebben een fase die verandert met de tijd. De fase beschrijft de hoogte van de golf tijdens haar cyclus.
Verschillend oscillerende golven hebben verschillende frequenties. De tijdsfunctie is dus niet altijd geschikt voor meting van de fase.
Bijvoorbeeld de volgende sinusoïde:
{\displaystyle \sin(2\pi ft+\phi )\,}
waarbij {\displaystyle t\,} de tijd voorstelt en {\displaystyle f\,} de frequentie.
Als {\displaystyle 2\pi ft\,} als eenheid radialen gebruikt en {\displaystyle t\,} seconden, dan heeft {\displaystyle f\,} als eenheid cyclus {\displaystyle [=2\pi } radiaal {\displaystyle =360} graden{\displaystyle ]} per seconde.
De hoek {\displaystyle (2\pi ft+\phi )\,} wordt de fase genoemd van de sinusoïde.  {\displaystyle \phi \,} is de fase op tijdstip {\displaystyle t=0}, soms ook wel initiële of beginfase genoemd.
De duur (of periode) van de cyclus van een golf gegeven door: {\displaystyle T={\begin{matrix}{\frac {1}{f}}\end{matrix}}\,} (seconden per cyclus). Als de sinusoïde van hierboven wordt uitgesteld (tijds-verschoven) door {\displaystyle {\begin{matrix}{\frac {1}{4}}\end{matrix}}\,} van zijn cyclus, wordt deze:
{\displaystyle \sin(2\pi f(t-{\begin{matrix}{\frac {1}{4}}\end{matrix}}T)+\phi )=\sin(2\pi ft-{\begin{matrix}{\frac {\pi }{2}}\end{matrix}}+\phi )\,}
Een verschuiving in de tijd is dus hetzelfde als een verandering van de beginfase. Omgekeerd is een verandering van de beginfase gelijkwaardig aan een verschuiving van de tijd.

## Faseverschuiving bij elektronica
Voedingen, van bijvoorbeeld laptops of telefoonladers, hebben vaak een dusdanige faseverschuiving dat meer energie verbruikt wordt dan daadwerkelijk nuttig wordt gedissipeerd. Dit wordt uitgedrukt in de zogenaamde cos φ- of  arbeidsfactor. Een factor tussen 0,9 en 1 is acceptabel, minder niet. Een arbeidsfactor van 1 betekent dat spanning en stroom perfect in fase zijn (er is dus geen faseverschuiving). Het schijnbaar vermogen zal bijgevolg gelijk zijn aan het werkelijk vermogen. De elektrische installatie wordt dan optimaal benut. Bij een arbeidsfactor kleiner dan 1 zal het 'extra verbruik' niet terug te vinden zijn op de stroomrekening, maar moet het wel opgewekt worden, waardoor het milieu zwaarder belast wordt. Een lage arbeidsfactor is eveneens nadelig voor de energieleveranciers, die het rendement van hun stroomnet zien dalen. Vaak leggen ze dan ook eisen op aan grote bedrijven om binnen een bepaalde marge van beïnvloeding te blijven. Bij ernstige verstoring gaat men ook over tot compensatie van het net.
Voorbeeld:
Wanneer er een spanning (U) is van 224 volt (faseverschuiving speelt alleen een rol bij wisselspanningen), en een stroom van een halve ampère (I), dan is er een schijnbaar vermogen van: Ps = U x I = 224 x 0,5 = 112 VA. Is de arbeidsfactor dan 0,4 (cos φ): Pw = U x I x cos φ = 224 x 0,5 x 0,4 = 44,8 W
Zo wordt dus 44,8 W daadwerkelijk gebruikt door het apparaat, werkelijk vermogen. Toch verbruikt die hele opstelling 112 VA.
Er zijn twee soorten faseverschuiving, namelijk:
1. Inductieve faseverschuiving, door een spoel, waarbij de stroom zal na-ijlen op de spanning.
2. Capacitieve faseverschuiving, door een condensator, waarbij de stroom zal voorijlen op de spanning.

Wanneer de arbeidsfactor precies gelijk aan 1 is, spreken we van een Ohmse belasting.

## Faseverschuiving bij geluid
Wanneer een geluid door meerdere microfoons tegelijkertijd wordt opgenomen, kan het zo zijn dat het geluid de ene microfoon eerder bereikt dan de andere microfoon. De tijdsvertraging ten gevolge van de afstand tussen beide microfoons veroorzaakt dan dat een bepaalde frequentie, die correspondeert met die afstand, versterkt aanwezig is in het gemengde geluid van beide microfoons. Deze signaalverstoring kan als zeer storend worden ervaren.
Ook als de gewraakte frequentie niet in het brongeluid zit, zal door de harmonische verstoring deze toch hoorbaar zijn.

### Voorbeeld
Geluidsgolven planten zich - in droge lucht - voort met een snelheid van 340 m/s. Als de afstand tussen beide microfoons 34 cm is (v/f = λ → (340 m/s) / 1000 Hz = 34 cm), dan zal er in het spectrum een verstoring bij 1000 Hz optreden. 
Als de afstand tussen de beide microfoons kleiner dan 1,7 cm is zal de frequentie van de signaalverstoring hoger zijn dan 20.000 Hz; hierdoor is de storing niet hoorbaar omdat het buiten het waarneembaar spectrum van het menselijk gehoor valt.
Het gebruiken van een delay-apparaat op de microfoon die het dichtst bij de geluidsbron staat kan soms een uitkomst bieden. In het boven genoemde voorbeeld zou dan een vertraging van 1 ms op het eerste signaal moeten worden toegepast.

### Reflectie
Faseverschuiving kan ook optreden doordat er naast direct geluid ook akoestisch gereflecteerd geluid in een microfoon terechtkomt. Dit kan alleen met akoestische maatregelen als demping worden opgelost.

## Faseverschuiving in  muziek
- Piano Phase voor piano en tape of 2 piano’s (1967) van Steve Reich
- Violin Phase voor viool en tape of 4 violen (1967) van Steve Reich
- Pianophasing (2007) van Kristoffer Zegers.